# The Simpsons Ride

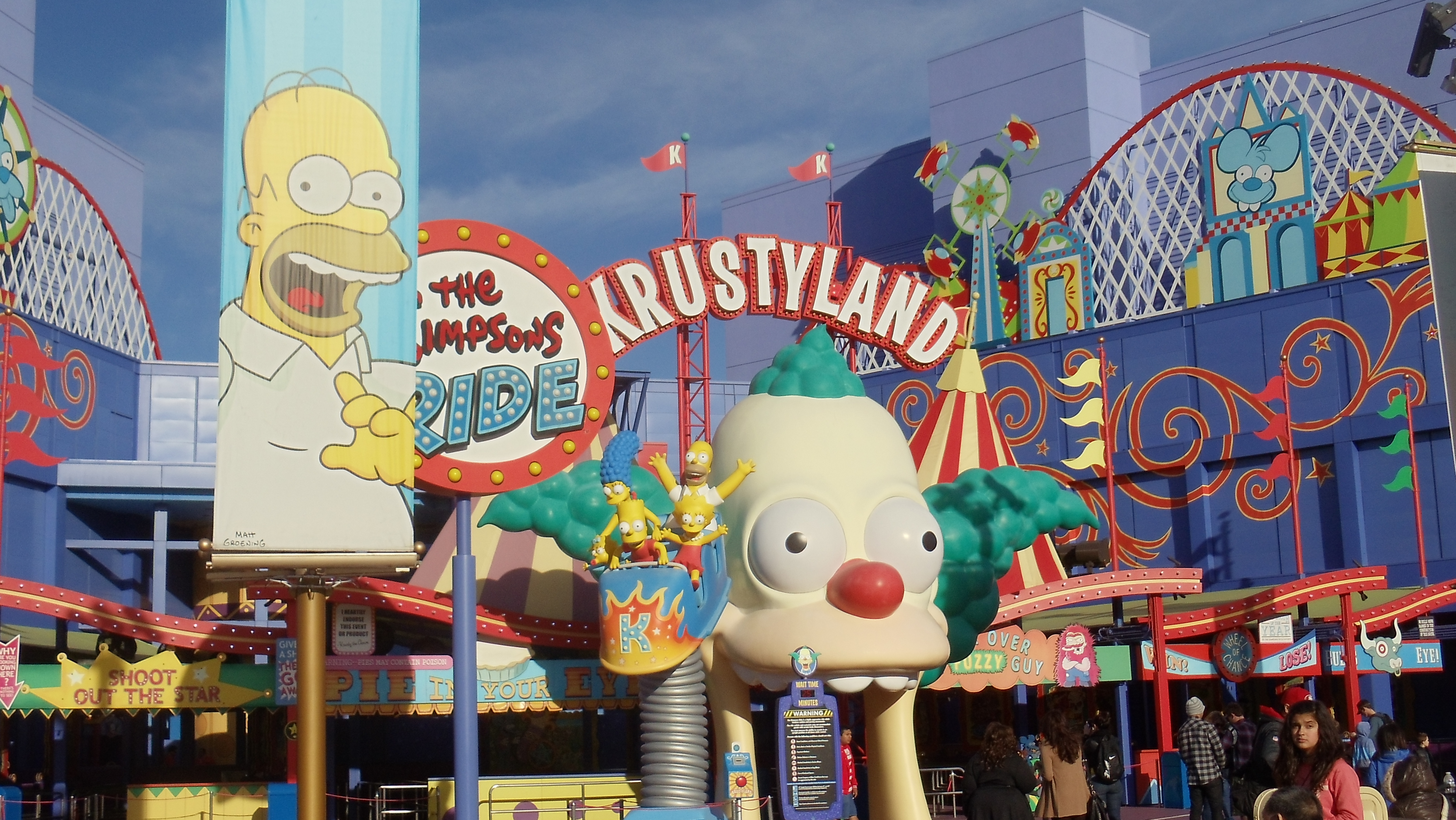
Ingången till The Simpsons Ride

The Simpsons Ride är en simulator-åkattraktion på Universal Studios Florida och Universal Studios Hollywood nöjesparker.  Åkturen är baserad på den animerade TV-serien Simpsons. Arbetade med attraktionen tillkännagavs 2007 och ersatte Back to the Future: The Ride. Attraktionen öppnade på Universal Studios Florida den 23 april 2008, med invigning 15 maj. Attraktionen öppnade sedan på Universal Studios Hollywood den 19 maj. Attraktionen är en datoranimerad 3D-film, av Blur Studio och Reel FX. Attraktionens 2D animeringar är producerade av Film Roman.  
Åkturen är sex minuter lång, dessutom finns det en förfilm och en köfilm. Attraktionsfilmen handlar om ett besök av familjen Simpsons som besöker nöjesparken, Krustyland, som ägs av Krusty the Clown. Där träffar familjen på Sideshow Bob, som försöker hämnas på Krusty och Simpsons. Efter attraktionen kommer man till en souvenirbutik under namnet, Kwik-E-Mart.

## Attraktionen
För att komma till attraktionen måste besökarna gå igenom en 10 meter stor Krusty the Clown huvud  som leder dem till en paviljong med cirkustält. I kön visas annonser för attraktioner i parken, samt TV-monitorer som visar klipp från serien med Krusty, samt en animerade film från Krustyland. Därefter kommer man till Krusty's Carnival Midway.
På Krusty's Carnival Midway dyker det upp ryttare som väntar på besked från Krusty. TV-skärmar längs väggarna på rummet visar invånarna från Springfield som köar till parken. Krusty hämtar sen den första familjen till "Thrilltacular: Upsy-Downsy Spins-Aroundsy Teen-Operated Thrillride", som är den mest extrema attraktionen i parken. Sideshow Bob utklädd till Scratchy trampar på Homer Simpsons fot och Krusty plockar därför upp familjen Simpsons. Krusty leder dem till ett väntrum. Därefter leds de till "Funhouse" med Krusty. Abraham Simpson och Maggie Simpson får inte följa med på grund av säkerhetsrestriktioner. Abraham somnar medan  Maggie kryper in i till ett kärnreaktor, som gör henne större. Krusty leder familjen till attraktionen, Sideshow Bob kommer och kastar ut Krusty och tvingar familjen Simpsons att sätta sig på åkturen. Sideshow Bob visar sedan en säkerhetsfilm med Itchy & Scratchy.
Squeaky Voiced Teen uppmanar besökarna på en TV-skärmen att han övervakar dem och uppmanar dem att vara tysta under åkturen så att han studera till ett matteprov. Sideshow Bob tar då över kontrollen från Squeaky Voiced Teen, och säger att han tagit över Krustyland och startar berg och dalbanan där familjen och besökaren sitter. Homer träffas av en stenkross som kontrolleras av Sideshow Bob innan han landar på spåret innan Homer och besökarna jagas av stenkrossen. Till slut krockar besökarna och Homer och besökaren, flyger ut och in till "Happy Little Elves in Panda Land" attraktionen med Bart och Lisa, där Bob tar kontrollen över en eldsprutande panda och försöker krossa dem. Besökaren kommer därefter till "Captain Dinosaur's Pirate Rip-Off" med Homer och Marge där de åker ner för ett vattenfall. Sideshow Bob berättar att Homer inte kan motstå frestelsen som kommer. Homer får tag i ett fat öl som utlöser en fälla som får dem att komma ur attraktion och fram till "Krusty's Wet and Smoky Stunt Show" där de kör i cirklar bundna till en späckhuggare tills Bob träffar dem vid attraktionen utgång och försöker krossa familjen.
Maggie, tar tag i Bob, och besökaren hamnar nästan i helvetet före besökaren räddas av Professor Frink. Bob stjäl då Maggies napp och säger till henne att hon måste förstöra Springfield för att få den tillbaka. Maggie misstar bilen för en ny napp men spottar sen ut den till 742 Evergreen Terrace. Familjen sätter sig sedan på soffan och som blir förvandlad av Kodos till en berg och dalbana. Soffan landar sen på Bob som blir krossad, därefter kommer Maggie sen som stoppar Krustyhuvdet över soffan. Därefter kommer Krusty från kontrollrummet och tackar och stänger av attraktionen. Krusty sitter i ett kontrollrum och trycker på en nödknapp, vilket gör att fordonet slutar att vibrerar.

## Produktion

### Historia
Planeringen för The Simpsons Ride startade två år innan premiären då  James L. Brooks och Matt Groening tillsammans med exekutiva producenten Al Jean, startade sitt samarbete med Universal Creative, för att utveckla attraktionen.  Musiken till attraktionen är komponerad av James Dooley, som jobbade tillsammans med Hans Zimmer under arbetet med The Simpsons: Filmen. Attraktionen återfinns både på Universal Studios Florida och Universal Studios Hollywood, där Back to the Future: The Ride fanns.
Arbetet inleddes på Universal Studios Florida i maj 2007 då man rev Back to the Future: The Ride. Hela byggnaden gjordes om, även maskinparken uppdaterades. Därefter inleddes arbetet på Universal Studios Hollywood i mitten av september 2007.

### Maskinpark
Åkturen är på sex minuter och använder  960-tumsskärmar från IMAX och projektorer från Sony. Passagerarantalet är 24,. med en maxkapacitet på 2 000 per timme. Projektorsystemet är uppbyggt på en ny digital teknologi som ger upp till fyra gånger bättre bild än de flesta biografer. Videon presenteras på två stora skärmar som är uppbyggda på 416 paneler. Projektorn använder ett halvcirkelformat fisheye-objektiv och spelar upp videon med en hastighet av 60 bilder per sekund. Varje sittplats innehåller tolv högtalare som ger en Dolby 6.1 surroundljud, med 90 externa högtalare. Åkturen använder över 2500 LED-lampor, vilket är det högsta i nöjesparkens historia.

### Röster
Attraktionen innehåller framträdande av röstskådespelarna från Simpsons samt några gästskådespelare. Harry Shearer, är den enda av de fasta medlemmarna som inte medverkar i åkturen. Till minne av Back to the Future: The Ride innehåller en videosekvens en animering med Doc Brown, av Christopher Lloyd.
- Dan Castellaneta: Homer Simpson, Krusty the Clown, Abraham Simpson, Groundskeeper Willie, Squeaky Voiced Teen, Hans Moleman, Barney Gumble, Kodos, Repo man och Mr. Freidman
- Julie Kavner: Marge Simpson, Patty Bouvier och Selma Bouvier
- Nancy Cartwright: Bart Simpson, Maggie Simpson, Nelson Muntz, Ralph Wiggum, och The Happy Little Elves
- Yeardley Smith: Lisa Simpson
- Hank Azaria: Clancy Wiggum, Apu Nahasapeemapetilon, Moe Szyslak, Professor Frink, Cletus Spuckler, Lou, the Sarcarstic Man, Snake Jailbird och Pants-Off Johnson
- Pamela Hayden: Milhouse Van Houten
- Russi Taylor: Martin Prince
- Christopher Lloyd: Doc Brown
- Kelsey Grammer: Sideshow Bob

## Kwik-E-Mart

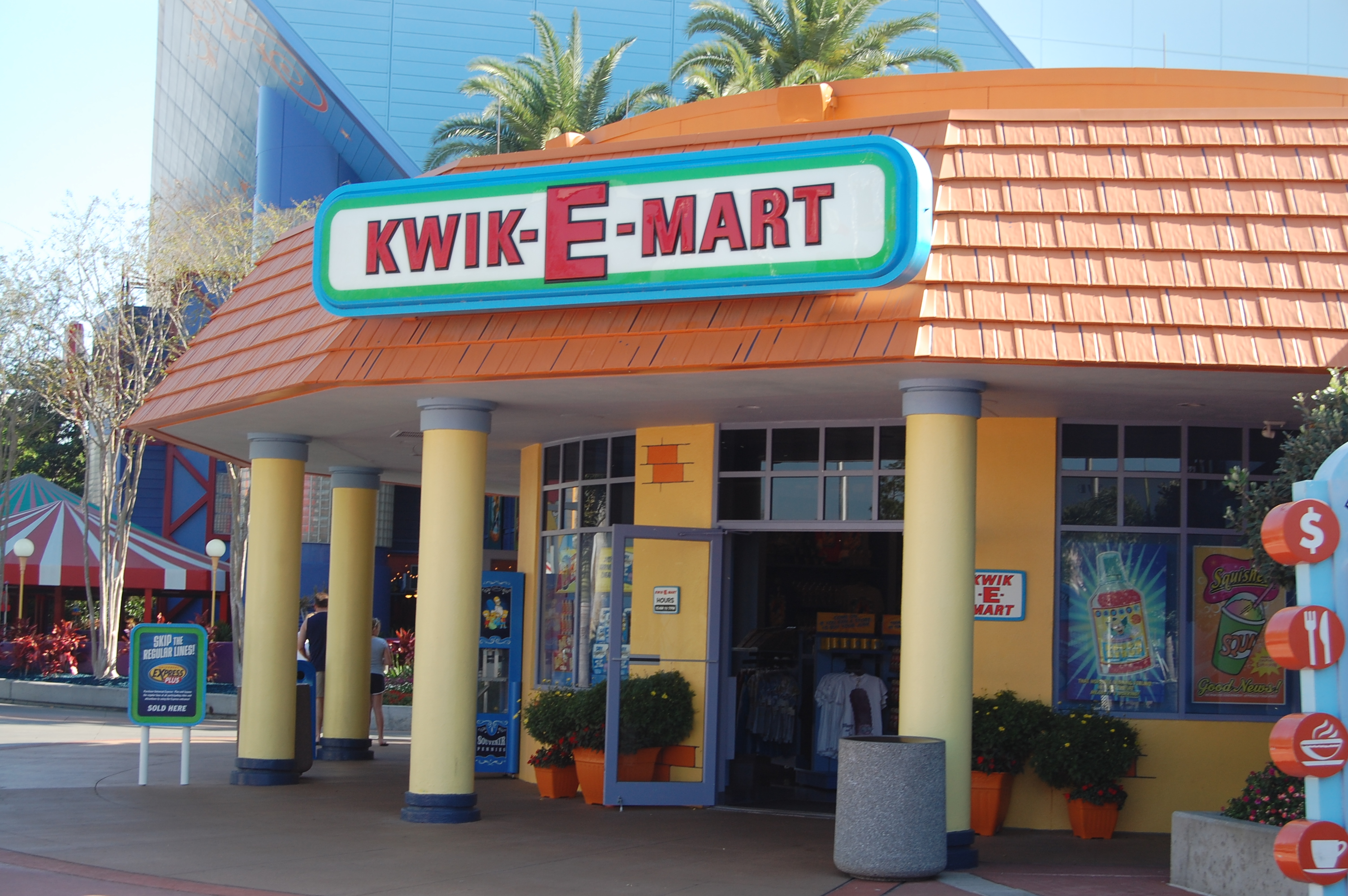
Kwik-E-Mart på Universal Studios Florida.

I oktober 2007 öppnades en souvenirbutik, härstammad från Kwik-E-Mart som en ersättare till Back To The Future: The Store gift shop på Universal Studios Florida samt Time Depot gift shop på Universal Studios Hollywood. Butikerna säljer Simpsons-relaterade produkter, samt Squishees från tv-serien.